# Лыжное двоеборье на зимних Олимпийских играх 1972
Соревнования по лыжному двоеборью на зимних Олимпийских играх 1972 проходили только в личном первенстве. В первый день, 4 февраля, участники совершили по три прыжка с нормального трамплина на горе Окура; засчитывались два лучших результата. На следующий день спортсмены участвовали в гонке на 15 км.

## Медалисты

### Мужчины
| Дисциплина        | Золото            | Серебро                   | Бронза             |
| ----------------- | ----------------- | ------------------------- | ------------------ |
| Личное первенство | Ульрих Велинг ГДР | Рауно Миеттинен Финляндия | Карл-Хайнц Люк ГДР |